# Slovensko vladno letalo
Slovensko vladno letalo je letalo (trenutno samo eno) Republike Slovenije, ki zagotavlja letalski transport najvišjih državnih organov v skladu z mednarodnimi protokolarnimi standardi in predstavlja vse državljane Republike Slovenije kot državo. Predstavniki RS, ki uporabljajo letalo, ne potujejo v svojem imenu, ampak v imenu države, in s tem ima Slovenija osnovno letalsko povezljivost za delovanje države v mednarodnem okolju. Trenutno je v upravljanju Slovenske vojske, ki poleg tega z njim delujejo v projektu Eurotransplant. Primarno slovensko vladno letalo je Dassault Falcon 2000EX, reg.: L1-01 (MSN: 15) letnik 2003, le-to je po korporativnih standardih že staro (meja 20 let) in ga bo potrebno zamenjat, logična menjava bi bila z sodobnim naslednikom Dassault Falcon 7X, ki ima fly by wire sistem upravljanja.
Glede na potrebe se za VIP transport uporablja še vojaška letala:  
- Turbolet L-410,
- Pilatus PC-6 (za travo po sloveniji) in
- Alenia C-27J Spartan

Slovenija nima VIP vladnega letala kot je Airbus A319 ali A330 s katerim bi lahko pripeljali večje število ljudi. 

## Upravičenci do letala
Upravičenci do letala so:
- predsednik Republike Slovenije,
- predsednik Državnega zbora Republike Slovenije,
- predsednik Vlade Republike Slovenije,
- predsednik Državnega sveta Republike Slovenije,
- predsednik Ustavnega sodišča Republike Slovenije,
- predsednik Vrhovnega sodišča Republike Slovenije,
- varuh človekovih pravic Republike Slovenije,
- člani Vlade Republike Slovenije (ministri, sekretarji in podporni uslužbenci),
- članice NATO bilateralni sporazumi,
- članice EU bilateralni sporazumi,
- prevoz organov v sklopu projekta Eurotransplant,
- vsi, ki jim vrhovni poveljnik Slovenske vojske to odredi (običajno humanitarni nameni in poseben interes države)

## Vladna letala
V večini držav imajo vlade za svoje potrebe svoja letala, ki jih za njih operirajo državne letalske družbe - nacionalni prevozniki, teh letal je lahko precej: Nemčija ima floto 25 vladnih letal, Francija 20 vladnih letal, Egipt 26 vladnih letal in Turčija 13 vladnih letal ter mnoge druge države. Zaradi razširjenosti je najbolj popularna družina Airbus A320 v izvedenki A319 oz. ACJ319 Airbus Corporate Jets z šestimi dodatnimi rezervoarji, ki ima velik doseg do 11.000 km z osmimi VIP potniki, lahko pa prepelje do 50 potnikov. Takšnih VIP letal je v uporabi preko sto. Veliko držav uporablja tudi širokotrupna VIP letala kot sta Airbus A330-200 Prestige z kapaciteto 60 potnikov in doletom okrog 15.400 km in šitirimotorec Airbus A340 VIP ACJ340-500 s kapaciteto 75 potnikov in doletom 18.500 km, ki mu omogoča let do skoraj vsake točke na zemeljski obli. Tipično se poslovna letala menjujejo, ko dopolnijo starost 10 let, letala, ki so starejša od 20 let pa veljajo že za stara letala. Včasih država tudi pošlje letalo po svoje državljane v primeru evakuacije iz kriznih območji, ker je to dostikrat edina možna tehnična rešitev. Prednost vladnih letal je tudi, da služijo državi v času kriz (kot je bila pandemija covida-19) in lahko pripeljejo strateško opremo (npr. maske, dihalne aparate, cepiva) direktno iz države proizvajalke (Kitajska, ZDA), kajti če v takšnih kriznih razmerah letalo kje pristane zaradi premalega doleta letala, država v kateri pristane lahko prepreči odhod te strateško pomembne opreme. Neodvisnost si tako država lahko zagotovi samo s svojimi lastniškimi letali z dovolj velikim dosegom. 

### Air Force One poimenovanje
Zlasti eno od vladnih letal je postalo del popularne kulture: Air Force One, ki ga uporablja predsednik Združenih držav in ga upravljajo ameriške zračne sile. Klicni znak "Air Force One" je bil ustvarjen leta 1953, potem ko je Lockheed Constellation s predsednikom Dwightom D. Eisenhowerjem vstopil v isti zračni prostor kot let komercialne letalske družbe z isto številko leta in so vladnemu letalu dodelili klicni znak AF One.

### Jugoslovanski Air Force One in vojaška VIP letala
Leta 1952 je na morju prenovljena jahta Galeb z 5377 BRT začela svojo državno poslanstvo, po zraku pa je leta 1957 sovjetska zveza z Hruščevo administracijo poslala ruski regionalni 18 tonski Iljušin Il-14S VIP model z dosegom 1.600 km (S/N: 146001121) za predsednika, ki ga niso marali, a so ga vzdrževali do leta 1973, potem so ga upokojili, ker ni bil zanimiv za prodajo, skupaj je imel nalet ob upokojitvi zgolj 113 ur in 166 pristankov. Letalo Il-14S je danes v letalskem muzeju na letališču v Beogradu. 
Leta 1958 je takratni premier maršal Josip Broz Tito zase in za svoje slavne goste naročil poseben VIP luksuzni model 49 ton težkega ameriškega dolgoprogaša Douglas DC-6B (S/N: 45563) z dosegom 8.340 km, 35 sedeži in avtonomijo 23 ur. Letalo je upravljal jugoslovanski nacionalni letalski prevoznik JAT Jugoslovenski Aerotransport, to je bilo eno izmed zadnjih dveh izdelanih letal DC-6 na svetu. Z letalom se je za otvoritev njegove uporabe januarja 1959 odpravil v: Indijo, Etiopijo, Sirijo in Sudan vrnil se je februarja 1959. Letalo se je pokazalo kot politično izjemno močno transportno sredstvo ter se je povrnilo v mesecu dni, ker je Jugoslavija dobila toliko poslovnih priložnosti, da je bila cena letala že odplačana. Letalo je bilo pomembno tudi za vodenje gibanja neuvrščenih. DC-6B je opravil 55 odprav. Leta 1975 ga je predsednik prodal prijatelju zambijskemu državnemu voditelju Kennethu Kaundi, letalo so opustili, ko je v Afriki nastopila doba reaktivnih letal, DC-6B je nato letel v manjši letalski družbi do leta 1999. Leta 2000 je letalo kupil RedBull in je preletelo v Salzburg ter šlo na kompleten tri leten remont, ki je bil zaključen leta 2004, od takrat naprej kot dragulj njihove flote redno leti v skupini The Flying Bulls in ga lahko vidimo na letalskih miting, večkrat je bil tudi v Sloveniji. Letalo ni samo unikatni Titov DC-6, ampak je enotno mnenje strokovnjakov, da je ta leteči primerek letala v Salzburgu danes boljši, kot je bil kadarkoli DC-6, tudi ko je bil nov.
Leta 1969 je Tito kupil francosko 46 tonsko reaktivno letalo Sud Aviation Caravelle (S/N: 241) za regionalne lete po Evropi, leta 1979 je bilo letalo prodano francoski letalski družbi Europe Aero Service.
  

Leta 1975 je Tito kupil dva močna 78 tonska ameriška trimotorna reaktivca Boeing 727-2L8A VIP (S/N: 21080 in 21040), šele takrat je imel zaupanje za odprodajo štirimotornega batnega Douglasa DC-6B. Boeing 727 je bil eden izmed najhitrejših civilnih potniških letal tistega časa in je lahko letel z hitrostjo 0,9 Macha oz. 961 km/h. B727 je lahko vzletal s kratkih vzletnih stez in gorskih letališč, ki niso bila opremljena za velika letala in kljub temu letel na interkontinentalnih razdaljah. Zaradi treh motorjev B727 ni bil omejen pri dolgih progah kot so bila dvomotorna letala na eno uro leta do najbližjega letališča (za primer odpovedi motorja) in je lahko letel čez morje in ostala področja brez primernih letališč s tem je bil tudi uporabnejši kot dvomotorna letala z ETOPS odobritvijo. V repu letala je imel Airstair (t.i. zračne stopnice) in ni rabil zunanjih stopnic, če niso bile na voljo. B727 je veljal za najbolj proizvajano ozkotrupno letalo do konca 1980ih. Leta 1983 so obe letali B727 bili prodani jugoslovanski čarterski družbi Aviogenex, obe letali sta bili preprodani leta 2006 ameriški družbi Pennant Aviation.
| Št. letal | Letalo                 | Št. potn. sedežev/ št. posadke | Hitrost (km/h) | Doseg (km) | Višina leta (m) | Izvor           |
| --------- | ---------------------- | ------------------------------ | -------------- | ---------- | --------------- | --------------- |
| 1x        | Iljušin Il-14 VIP      | 10/ 5                          | 417            | 1600       | 7400            | Sovjetska zveza |
| 1x        | Douglas DC-6B VIP      | 35/ 5                          | 507            | 8340       | 7600            | ZDA             |
| 1x        | Sud Aviation Caravelle | ?/ 4                           | 805            | 1700       | 12000           | Francija        |
| 2x        | Boeing 727 VIP         | 30/ 5                          | 961            | 4700       | 13000           | ZDA             |

Vladna letala so v času Tita imela predvsem gospodarski namen, saj je bilo sklenjenih veliko poslov po svetu za domača družbe (Litostroj, SCT, Gradis, Hidromontaža, Metalna, Đuro Đaković, SOKO), ki so jih potem izvajale na eni strani na drugi strani pa so letala služila političnemu vplivu na voditelje in urejanje cele vrste političnih vprašanj za potrebe gibanja neuvrščenih, združenih narodov in demokratizacije. Letala so segla velikokrat dlje kot je segel vpliv države po sistemu, ko so z formalnimi pristopi zavozili jim ni preostalo druga, da so poslali delegacijo z letalom, ki je potem rešila ali vsaj omilila problematiko, ki je bila takrat pereča. Letala so omogočala tudi posle izven dosega države na zahodnih trgih, kjer ni bilo uradnih sporazumov a so na takšen način lahko vodilni dostopali do praktično vsega, kar ostale države vzhodnega bloka niso imele. Takšen način delovanja se je potem razpadel z smrtjo Tita, saj naslednika s temi metodami ni bilo. 
Vsaka jugoslovanska republika (Slovenija: LS LRS, Hrvaška: LS LRH itd) je imela še svoja letala za potrebe republiških vlad.  
Jugoslavija je imela tudi 18 VIP vojaških reaktivnih letal, ki jih je uporabljal VIP vojaški vrh države. 
| Št. letal | Letalo             | Št. potn. sedežev/ št. posadke | Hitrost (km/h) | Doseg (km) | Višina leta (m) | Izvor           |
| --------- | ------------------ | ------------------------------ | -------------- | ---------- | --------------- | --------------- |
| 6x        | Learjet 25B        | 8/ 3                           | 859            | 2844       | 14000           | ZDA             |
| 6x        | Dassault Falcon 50 | 8/ 3                           | 915            | 6480       | 14935           | Francija        |
| 6x        | Jakovljev Jak-40   | 14/4                           | 550            | 1800       | 8000            | Sovjetska zveza |

Tako so v Jugoslaviji operirali tri (oz. vsaka republika je imela še svojo) različne flote državnih VIP poslovnih letal:
- predsedniško VIP floto
- vojaško VIP floto
- republiško VIP floto

poleg teh letal so imela še pomembnejša velika podjetja svoja zasebna VIP letala: gorenje, INA itd.

## Zgodovina slovenske flote
| Letalo                  | Leto nakupa | Št. potn. sedežev/ št. posadke | Hitrost (km/h) | Doseg (km) | Višina leta (m) | Reg. št. | Izvor    |
| ----------------------- | ----------- | ------------------------------ | -------------- | ---------- | --------------- | -------- | -------- |
| Beechcraft Bonanza 35   | 195?        | 2/ 1–2                         | 280            | 1200       | 2500            | YU-CER   | ZDA      |
| Cessna 310F             | 1961        | 2/ 1–2                         | 330            | 1600       | 2500            | YU-BAJ   | ZDA      |
| Cessna 421 Golden Eagle | 1973        | 6/ 1–2                         | 440            | 2750       | 7600            | YU-BIH   | ZDA      |
| Learjet 24D             | 1975        | 6/ 2                           | 770            | 2700       | 14000           | S5-BAB   | ZDA      |
| Learjet 35A             | 1986        | 6/ 2                           | 770            | 5300       | 14000           | S5-BAA   | ZDA      |
| Dassault Falcon 2000 EX | 2005        | 10/ 3                          | 1040           | 7000       | 14000           | L1-01    | Francija |

V 1950-ih prvo kupljeno letalo izvršnega sveta LS LRS – Ljudske skupščina Ljudske republike Slovenije je bilo enomotorno štirisedežno letalo Beechcraft Bonanza 35 registracije YU-CER, med drugim ga je pilotiral tudi Branko Ivanuš. Letalo je uporabljal Letalski center Maribor do leta 1971.
Leta 1961 je LS LRS (Ljudska skupščina Ljudske republike Slovenije) kupila štirisedežno Cessna 310F registracije YU-BAJ. To je bilo prvo dvomotorno letalo slovenske vlade.
Leta 1973 je LS LRS kupila osem sedežno Cessna 421 Golden Eagle. To je postalo drugo dvomotorno letalo in prvo letalo kabinskega razreda s kabino pod tlakom. Letelo je lahko nad vremenom do višine 9200 metrov.
Leta 1975 je LS LRS kupila Learjet 24D registracije YU-BIH kot prvo reaktivno slovensko vladno letalo.
Leta 1978 je podjetje Gorenje iz Velenja kupilo poslovno reaktivno letalo Cessna 500 Citation I registracije YU-BIA za prodor na nove trge, s katerim so večkrat leteli tudi predstavniki politike. Gorenje je bilo eno redkih družb v 1970-ih s tako visokim korporativnim poslovnim nivojem, in ravno zaradi tega je lahko prodrlo na zahodne trge, kjer drugi niso bili uspešni. Poslovna letala in s tem osebni stiki so posredno Gorenju odprla marsikatero poslovno priložnost.
Leta 1986 je LS LRS kupila drugo reaktivno vladno letalo Learjet 35A registracije S5-BAA, ki je bilo v operativni rabi Slovenije do leta 2005.
Leta 1989 je podjetje Gorenje kupilo drugo poslovno reaktivno letalo Cessna 550 Citation II registracije S5-BAC, ki so ga prav tako uporabljali predstavniki politike, ko ni bilo plovno vladno letalo.
Leta 2005 je slovenska vlada kupila Falcon 2000EX registracije L1-01 kot tretje reaktivno vladno letalo.